# Гаршева
Гаршева гора или Горшева гора (блр. Гаршэ́ва гара; рус. Горшева гора) брдо је у североисточном делу Белорусије и са 295 метара надморске висине највиша је тачка Витепске области и Витепског побрђа.
Брдо се налази у близини истоименог села у Љозненском рејону, петнаестак километара северније од града Љозна.
Узвишење представља акумулациони леднички облик рељефа моренског порекла у чијој основи леже лесне и иловичасте наслаге. Узвишење је издужено у правцу североисток-југозапад. Јужни и западни део брда је знатно стрмији са падовима до 20°, док су северни и јужни обронци готово равни. Бројни водотоци јако су еродирали обронке Гаршеве, посебно на југозападном делу где бразде достижу дубине и преко 15 метара.
Највећи део површина је данас под ораницама, док је један мањи део под шумама.